# Kapitán (námořní hodnost)

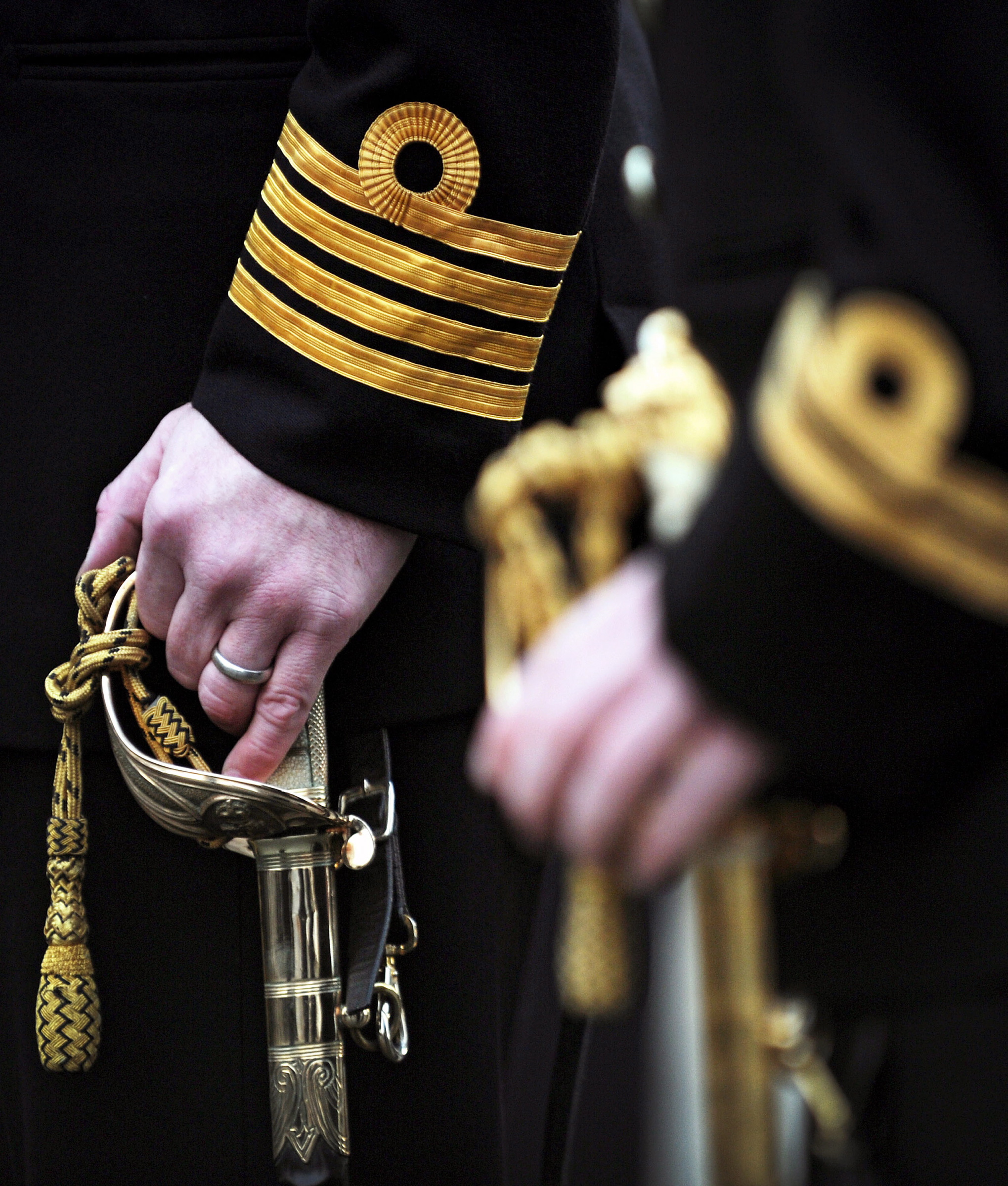
Hodnostní označení na rukávu kapitána Royal Navy během slavnostního nástupu.

Kapitán je hodnost užívaná námořnictvy pro vyšší námořní důstojníky velící plavidlům největších druhů anebo zastávajících v nich jiné významné funkce. Odpovídá armádní hodnosti plukovníka.
Jedná se o nejvyšší řadovou důstojnickou hodnost, následovanou vlajkovými hodnostmi komodor (která v některých loďstvech nemusí existovat, a v jiných sice ano, ale není jimi považována za vlajkovou hodnost), případně admirálskou hodností kontradmirál.
Různá loďstva užívají mírně odlišné variace označení této hodnosti, mimo základního označení kapitán (například Americké, Australské a Britské námořnictvo, anglicky Captain), například kapitán řadové lodi (Argentinské, Italské, Francouzské, Kanadské a Španělské námořnictvo - španělsky Capitán de navío, italsky Capitano di vascello, francouzsky Capitaine de vaisseau; a bývalé námořnictvo rakousko-uherské, německy Linienschiffskapitän, maďarsky Sorhajókapitány), námořní kapitán či (doslovněji) kapitán na moři (Německé a Nizozemské námořnictvo - německy Kapitän zur See, nizozemsky kapitein-ter-zee) nebo kapitán prvního stupně (Ruské námořnictvo - rusky Капитан 1-го ранга).
Hodnost je odvozená od tradičního označení velitele námořní lodi jako kapitána, nicméně ne všichni velitelé plavidel válečného loďstva jsou nositeli této hodnosti, užívané typicky pro velitele válečných lodí od velikosti křižníku a větších, a naopak její nositelé zastávají ve velitelské struktuře válečných loďstev i jiné funkce než velení lodím, například štábní a týlové, anebo velí základnám či jednotkám a svazkům námořního letectva.
Obvykle je značena čtyřmi zlatými pruhy.

## Označení hodnosti v různých loďstvech

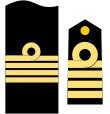
Argentinské námořnictvo: Capitán de navío
Belgické námořnictvo: Capitaine de vaisseau/Kapitein-ter-zee
Brazilské námořnictvo: Capitão de mar e guerra
Dánské královské námořnictvo: Kommandør
Francouzské námořnictvo: Capitaine de vaisseau
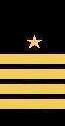
Chilské námořnictvo: Capitán de navío
Chorvatské námořnictvo: Kapetan bojnog broda
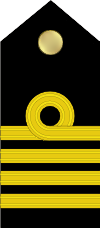
Indické námořnictvo: Captain
Italské námořnictvo: Capitano di vascello
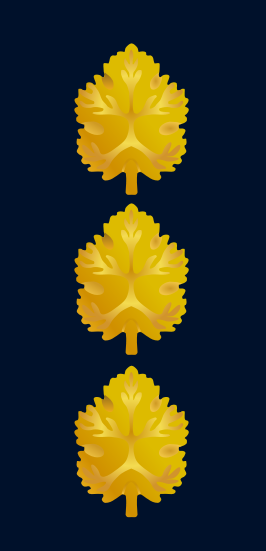
Izraelské vojenské námořnictvo: Aluf mišne (plukovník námořnictva)
Kanadské královské námořnictvo: Captain (N)/Capitaine de vaisseau
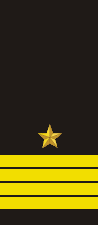
Německé námořnictvo: Kapitän zur See
Nizozemské královské námořnictvo: Kapitein-ter-zee
Polské námořnictvo: Komandor
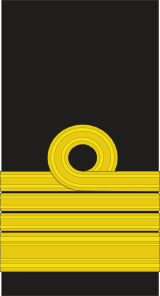
Portugalské námořnictvo: Capitão de mar e guerra
Royal Navy: Captain
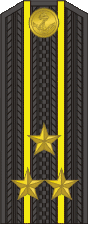
Ruské námořnictvo: Капитан 1-го ранга (kapitán prvního stupně)
Řecké námořnictvo: Πλοίαρχος ("Ploiarchos")
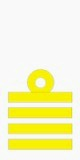
Slovinské námořnictvo: Kapitan bojne ladje
Spojené státy - námořnictvo: Captain
Spojené státy - pobřežní stráž: Captain
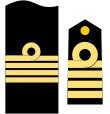
Španělské námořnictvo: Capitán de navío
Švédské námořnictvo: Kommendör